# フルート協奏曲 (藤倉大)
フルート協奏曲は、日本の作曲家藤倉大が2015年に作曲したフルートと管弦楽のための協奏曲である。演奏時間は約18分。

## 作曲の経緯
本作は、名古屋フィルハーモニー交響楽団とセントポール室内管弦楽団の共同委嘱によって制作された。作品はオーケストラ版とアンサンブル版の2種類が制作された。

## 初演
オーケストラ版の世界初演および日本初演は、2015年12月11日にクレア・チェイスの独奏、マーティン・ブラビンズの指揮、名古屋フィルハーモニー交響楽団の演奏によって行われた。
アンサンブル版の世界初演は2016年に「モストリー・モーツァルト・フェスティバル」の一環として、クレア・チェイスの独奏、インターナショナル・コンテンポラリー・アンサンブルの演奏によって行われた。
アンサンブル版の日本初演は2017年5月4日に東京芸術劇場で行われた「ボーン・クリエイティブ・フェスティバル」の一環として、クレア・チェイスの独奏、佐藤紀雄の指揮、アンサンブル・ノマドの演奏によって行われた。

## 編成

### オーケストラ版
独奏フルート（ピッコロ、バスフルート、コントラバスフルート持ち替え）、フルート、オーボエ、クラリネット2、ファゴット2、ホルン2、トランペット、トロンボーン、ティンパニ、パーカッション3、弦楽合奏

### アンサンブル版
独奏フルート（ピッコロ、バスフルート、コントラバスフルート持ち替え）、オーボエ、クラリネット2、ファゴット、ホルン、トランペット、パーカッション、ピアノ、弦楽合奏

## 評価
作品は2019年にイギリスのアイヴァー・ノヴェロ賞の室内アンサンブル賞を受賞した。